# Cattedrale dell'Assunzione (Vác)

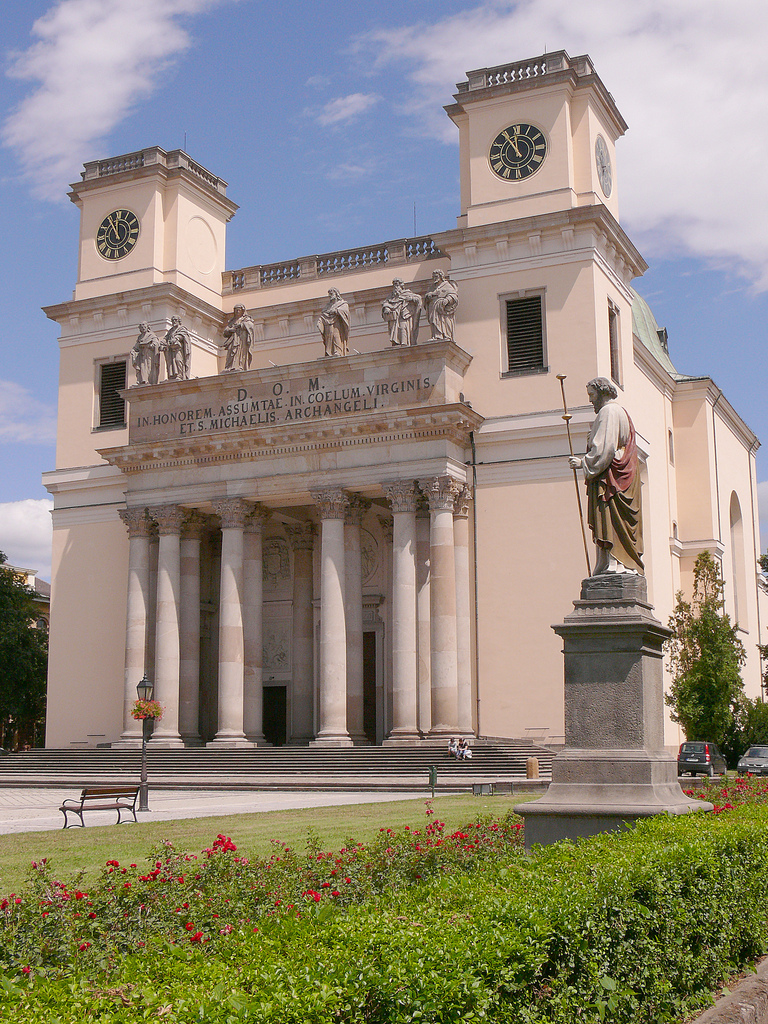
La cattedrale

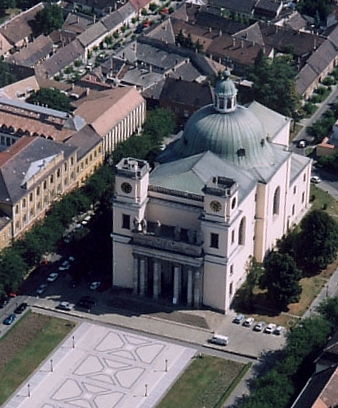
Vista dall'alto

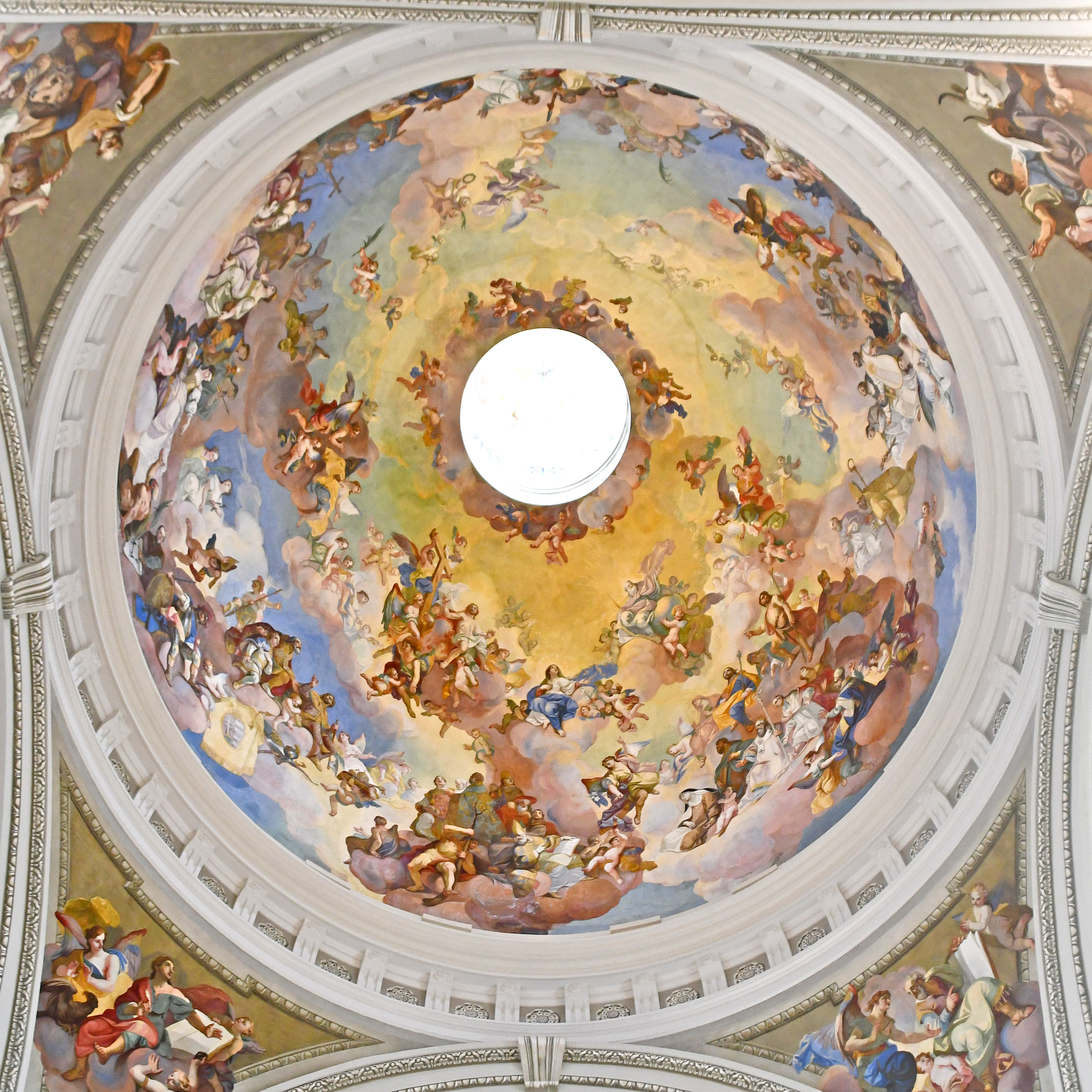
Cupola della crociera

La cattedrale dell'Assunzione (in ungherese: Nagyboldogasszony-székesegyház) è la chiesa cattedrale della diocesi di Vác, si trova nella città di Vác, in Ungheria.

## Storia
La diocesi è stata fondata nel 1004 sotto Stefano I. La chiesa attuale è la quinta chiesa su questo sito. La prima cattedrale è stata edificata nel 1074, nello stesso sito dell'attuale, ma è andata distrutta nel XIV secolo durante le invasioni mongole. Durante l'occupazione ottomana dell'Ungheria gli ultimi resti della muratura sono crollati. Alcuni dei resti sono ancora oggi visibili. Solo dopo la partenza dei turchi è stato nuovamente possibile erigere una nuova chiesa.
Un nuovo edificio più grande, progettato da Franz Anton Pilgram, fu approvato dal vescovo Karl Esterházy, esponente dell'antica famiglia nobiliare ungherese Esterházy. Il suo successore Cristoforo Migazzi, critico nei confronti del progetto già in fase di realizzazione sotto l'architetto Isidore Canevale, proseguì nella costruzione apportando tuttavia modifiche al fine di contenere i costi. I lavori di costruzione iniziarono nel 1761. Già nel 1772 la Cattedrale fu consacrata. I lavori per le rifiniture proseguirono fino al 1777. Nel 1944 una bomba sovietica ha colpito la cupola senza detonare ed un affresco della chiesa ancora oggi ricorda il miracolo.

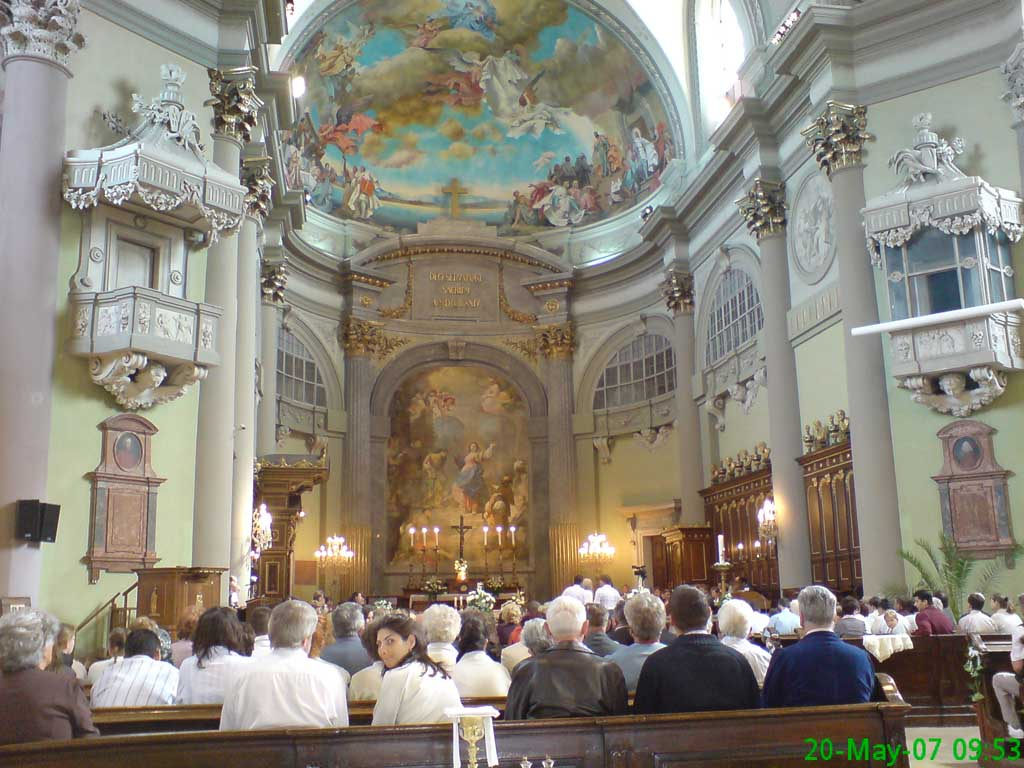
Interno

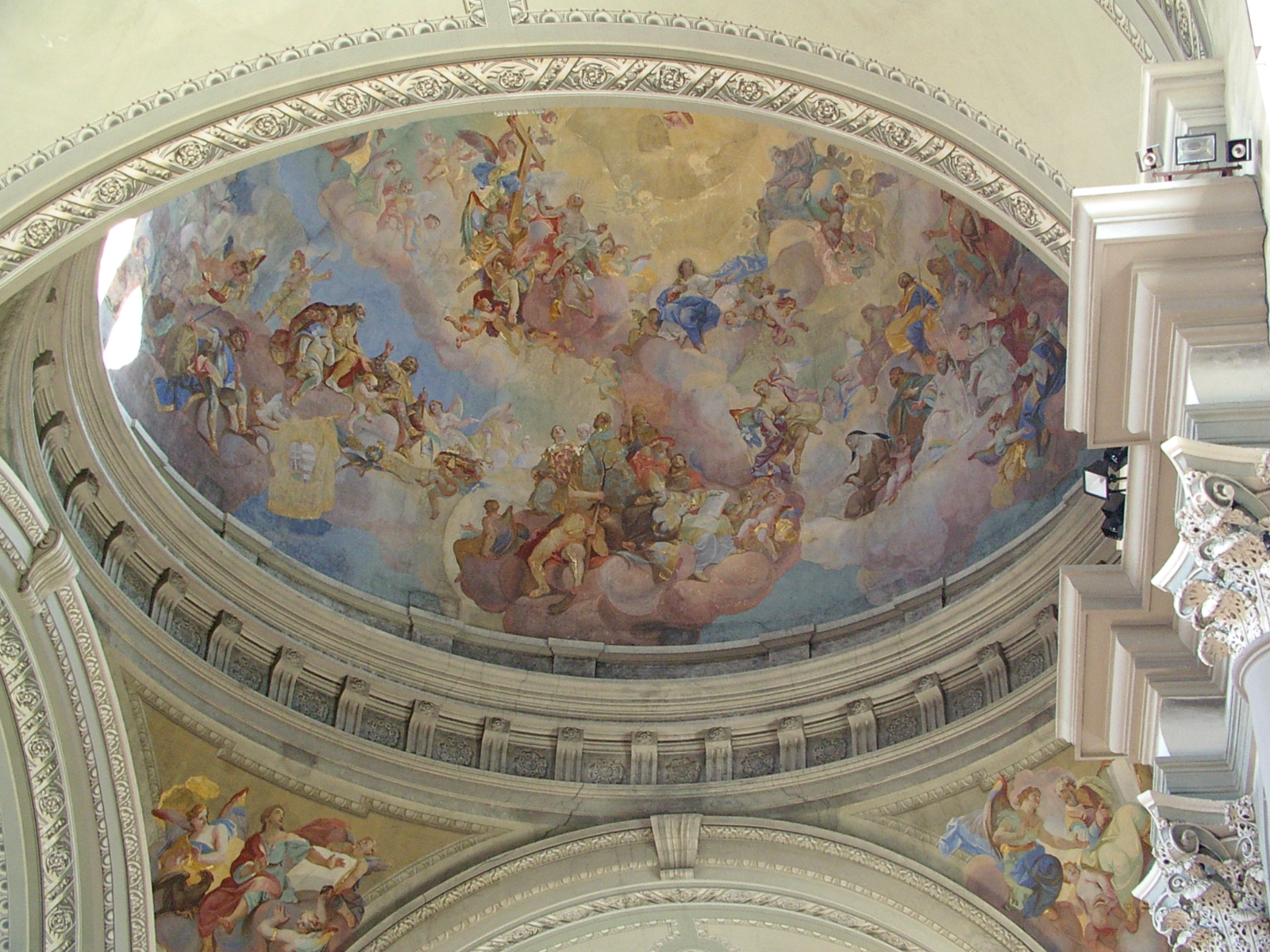
Cupola

## Descrizione
La facciata principale, con le sue due torri, si affaccia sul Danubio e caratterizza lo skyline della città. Anche se la chiesa è un edificio barocco, mostra già le caratteristiche significative di classicismo. L'edificio misura 72 metro in lunghezza e 34 metri in larghezza, è sormontato da una cupola alta 55 metri, con un diametro di 38 metri. Nelle due torri pendono cinque campane. Gli orologi provengono dalla società Rancz.
L'interno della cattedrale è lungo 50 metri ed è arricchito da colonne corinzie. I montanti posteriori al coro sono più vicini rispetto all'ingresso e attraverso questo effetto prospettico la vista del coro è immediata, i pilastri fungono da punto di fuga. Il colore blu domina la chiesa.
L'affresco nella cupola è opera di Franz Anton Maulbertsch e rappresenta 14 santi ungheresi, la Santissima Trinità e l'Assunzione di Maria. L'altare maggiore è stato creato nel 1771-1772 dallo stesso autore e raffigura la Visitazione. 
Nella chiesa ci sono quattro altari laterali, opera di Kremser Schmidt. Essi mostrano San Giovanni Nepomuceno, Sant'Antonio di Padova, l'Assunzione di Maria e l'Arcangelo Michele. Nella cripta sottostante sono sepolti i vescovi della diocesi ed i canonici della chiesa.
Il coro è fiancheggiato da due piccoli organi che fanno parte di un sistema di organi. L'organo principale si trova di fronte all'ingresso principale del coro, è opera della casa austriaca di costruttori di organi Rieger ed è stato installato nella cattedrale nel 1940. I danni riportati dall'organo nella seconda guerra mondiale erano enormi, ma il restauro è stato portato a termine nel 1950. Ha seguito un secondo restauro nel 1981-1982.